# 川部絢子
川部 絢子（かわべ あやこ、1987年3月2日 - ）は、元テレビ岩手のアナウンサー。

## 来歴
愛知県名古屋市出身。愛知淑徳中学校・高等学校、立教大学卒業。東京アナウンスセミナーの9期生。後にテレビ岩手で同僚になる江口アミとは大学時代からの友人で、東京アナウンスセミナーでの同期生であった。
大学を卒業後、2009年4月にテレビ岩手に入社。同局在籍中には『5きげんテレビ』の司会などを務めていた。後に結婚し、2016年3月いっぱいで同局を退社した。

## 過去の担当番組
- 5きげんテレビ
- ねだらX
- わくわくDokaaaan!
- 夢見るピノキオ - ナレーター

## CM
- 住宅展示場 テレビ岩手5きげんハウジング
- 岩手グルメサイト☆グルぐる